# شیخ مهدی نجم‌آبادی
شیخ مهدی نجم‌آبادی نماینده دوره‌های اول و دوم مجلس شورای ملی بود. در ۱۲۵۰ خورشیدی به دنیا آمد و فرزند شیخ هادی نجم‌آبادی از علمای بزرگ دوره قاجار است که معروف به گرایشهای بابی بود و خیابانی نیز در تهران به نام اوست (خیابان شیخ هادی). اصلیت این خانواده از روستای نجم‌آباد از توابع نظرآباد تهران است.
شیخ مهدی از علمای مشروطه خواه بود و هنگام مبارزات مشروطیت، جلسه‌های کمیته بین الطلوعین که از تندروترین انجمن‌های آن دوره ببه شمار می‌رفت، در خانه وی تشکیل می‌شد. اکثر اعضای این انجمن به ترور و خشونت روی آوردند و برخی از آنها بعداً از تشکیل دهندگان کمیته مجازات شدند. در دوره دوم مجلس شورای ملی روند تصویب اعتبارنامه اش به دلیل اشکالاتی در رأی‌گیری در کرمان مدتها به طول انجامید و سرانجام اعتبارنامه اش در هشتم شهریور ۱۲۸۹ تصویب و او به نمایندگی از کرمان وارد مجلس شد.
شیخ مهدی نجم‌آبادی چهار بار ازدواج کرد و صاحب پنج پسر و پنج دختر شد. او در سال ۱۳۳۶ خورشیدی درگذشت و در آرامگاه خانوادگی در خیابان شیخ هادی تهران به خاک سپرده شد.